# Marc Goos
Marc Goos (Breda, 30 novembre 1990) è un ex ciclista su strada olandese, professionista dal 2013 al 2016.

## Palmarès
- 2010 (Jo Piels, quattro vittorie)

3ª tappa, 1ª semitappa Tour de Berlin (Lehnitz, cronometro)
Classifica generale Tour de Berlin
2ª tappa Mainfranken-Tour (Schweinfurt > Stadtlauringen)
Classifica generale Mainfranken-Tour
- 2011 (Rabobank Continental, una vittoria)

Classifica generale Vuelta Ciclista a León

### Altri successi
- 2009 (Juniores)

Meeùs Race Lierop
- 2010 (Jo Piels)

Classifica giovani Flèche du Sud
Criterium Wernhout
- 2011 (Rabobank Continental)

3ª tappa Vuelta Ciclista a León (León, cronosquadre)
Classifica giovani Vuelta Ciclista a León
- 2012 (Rabobank Continental)

Classifica giovani Volta ao Alentejo
Prologo Internationale Thüringen Rundfahrt (Sangerhausen, cronosquadre)

## Piazzamenti

### Grandi Giri
- Giro d'Italia

2014: 35º

### Classiche monumento
- Liegi-Bastogne-Liegi

2013: ritirato
- Giro di Lombardia

2013: 45º